# Paracoccus poculiporus
Paracoccus poculiporus är en insektsart som beskrevs av Williams 1985. Paracoccus poculiporus ingår i släktet Paracoccus och familjen ullsköldlöss. Inga underarter finns listade i Catalogue of Life.